# Música galega
A música galega é originária da Galiza e abrange todos os estilos que vão desde a Música tradicional galega até à Música celta passando pelos outros estilos musicais.
Nos dias de hoje, a música de raiz continua a ser a bandeira da música da Galiza. Assim, nos últimos anos são ainda vozes proliferar e bandas que se abrem desde a tradição musical a vários ritmos e gêneros. As fronteiras do folk galego abrem-se num espaço cada vez mais rico e diversificado. As influencias do rock e do jazz manifestam-se em artistas e bandas como Mercedes Peón, Carlos Núñez, Xosé Manuel Budiño, Susana Seivane, Berrogüetto, Luar na Lubre, Uxía, etc. Todos estes nomes levam anos a representar a Galiza no mundo, seguindo a trilha que começou e continua Milladoiro.
Assim, a música galega é um símbolo de modernidade. E apresenta uma longa lista de bandas de gêneros diferentes prontos para serem exportados. Pop, rock, hip-hop, soul, jazz, singer-songwriters, contemporâneo, sinfônico, eletrônica, dj's, dança, bandas sonoras.